# Ловчорит
Ловчорит (рос. ловчоррит; англ. lovchorrite; нім. Khibinit m, Lovtschorrit m) — мінерал класу силікатів.

## Загальний опис
Хімічна формула: Na(Ca, Na)2(Ca, Ce)4TiO2F2 [Si2O7]2. За іншою версією (Na, Ca, Ce)3Ti(SiO4)F.
Прихованокристалічний, рідше аморфний різновид ринколіту. За зовнішнім виглядом нагадує столярний клей або застиглий гуміарабік.
Густина 3,20-3,36.
Твердість 5.
Колір жовто-бурий до мідно-жовтого із зеленуватим відтінком.
Блиск жирний або восковий.
Крихкий.
Метаміктний, майже ізотропний.
Характерний для жил пегматитового типу в породах нефелінового складу.
Зустрічається в асоціації з ринколітом, польовим шпатом, егірином, арфведсонітом, евдіалітом, лампрофілітом у пегматитових жилах Ґренландії та Кольського п-ова.
Сировина для отримання рідкісноземельних елементів.
За назвою гори Ловчор (Кольський півострів), Е. М. Бонштедт, 1926.

## Різновиди
Розрізняють Л. мідистий — колоїдна суміш оксидів Ce, Ti, Si, Ca.